# Grande Prêmio da Grã-Bretanha de 2000
Resultados do Grande Prêmio da Grã-Bretanha de Fórmula 1 realizado em Silverstone em 23 de abril de 2000. Quarta etapa da temporada, teve como vencedor o britânico David Coulthard, que subiu ao pódio junto a Mika Häkkinen numa dobradinha da McLaren-Mercedes, com Michael Schumacher em terceiro pela Ferrari.

## Resumo

### Contexto
O GP foi disputado por 11 equipes, cada uma com 2 pilotos: McLaren, Ferrari, Jordan, Jaguar, Williams, Benetton, Prost, Sauber, Arrows, Minardi e BAR. A fornecedora de pneus Bridgestone trouxe quatro diferentes compostos de pneus para a corrida: dois composto de seco, um macio e um médio, e dois compostos de pista molhada, um macio e um médio.
Chegando na corrida, Michael Schumacher liderava o Campeonato de Pilotos com 30 pontos, a frente de Rubens Barrichello em segundo com 9 pontos e Giancarlo Fisichella em terceiro com 8 pontos, com Mika Häkkinen em quarto e Ralf Schumacher em quinto, empatados com 6 pontos. No Campeonato de Construtores, a Ferrari lidera com 39 pontos, seguida de McLaren e Benetton em segundo e terceiro com 10 e 8 pontos respectivamente, com Jordan e Williams empatadas em quarto lugar com 7 pontos cada. A Ferrari e Michael Schumacher vieram dominando o campeonato até agora, vencendo as três corridas anteriores. Barrichello, Fisichella e Häkkinen tem ambos um segundo lugar, e Ralf Schumacher, Heinz-Harald Frentzen e David Coulthard todos conseguiram uma chegada no pódio em terceiro.
Em sequência do GP de San Marino em 9 de Abril, as equipes conduziram uma sessão de testes no Circuito de Silverstone dos dias 11 à 14 de Abril. As sessões foram marcadas por chuvas intermitentes que deixaram a pista molhada. Barrichello fez os melhores tempos no primeiro dia, a frente de Jarno Trulli da Jordan. Ralf Schumacher foi o mais rápido no segundia a frente de Pedro Diniz da Sauber. Jacques Villeneuve da BAR acertou uma raposa na parte de trás do circuito, o que limitou seu tempo na pista. Michael Schumacher liderou o terceiro dia de testes, a frente de Frentzen da Jordan. O companheiro de Villeneuve na BAR Ricardo Zonta sofreu um acidente sério durante a sessão, quando um braço de suspensão quebrou e levou seu carro voando em direção a brita na Curva Stowe. o impacto fez o carro passar cerca de perímetro e cair de cabeça para baixo em uma área de segurança atrás da cerca. Zonta sofreu um corte no dedo médio direito como resultado. A BAR mais tarde revelou que o acidente do brasileiro havia sido causado por uma falha na suspensão dianteira e se retirou dos testes. Michael Schumacher liderou no último dia de testes, superando Pedro de la Rosa da Arrows. Como resultado do acidente de Zonta, o muro de pneus da Stowe foi estendido em um pneu de altura e dois pneus de profundidade, e a brita ao redor da área do acidente foi suavizada.
Em uma decisão controvérsia a Fédération internationale de l'automobile (FIA) decidiu organizar o Grande Prêmio da Grã-Bretanha em abril ao invés da data tradicional no meio de julho, com a corrida acontecendo durante o domingo da páscoa. Não foi dada nenhuma razão específica para essa decisão, mesmo que a reinstalação do Grande Prêmio da Bélgica—incialmente retirado do calendário devido a problemas relacionados as leis blegas de publicidade de tabaco—e o retorno do Grande Prêmio dos Estados Unidos tenham sido sugeridas como possíveis razões. O dono dos direitos comerciais da Fórmula 1 Bernie Ecclestone tinha agendado o Grande Prêmio da França para ocorrer em abril com o Grande Prêmio da Grã-Bretanha ocorrendo e julho, mas "políticas internas" na frança impediram a mudança.
Grande parte da discussão antes do evento foi sobre uma revisão para permitir que as equipes usassem limitadores de velocidade no Pit Lane modificados. A FIA permitiu que eles fossem usados desde que fossem "codificados" abaixo do limite de 80 km/h, assim evitando que as equipes os modificassem. Isso foi feito para impedir que auxílios de pilotagem como Controle de Tração e Controle de Largada fossem secretamente implantados. Muitos pilotos concordaram que a mudança iria reduzir o risco para pilotos saindo e entrando no Pit Lane. No entanto, eles expressaram preocupação de que eles não pilotariam em segurança em baixa velocidade e que a possibilidade de mecânicos e carros sendo atingidos seria maior.

### Treinos Livres
Foram realizadas quatro sessões de treino antes da corrida no domingo - duas na sexta-feira e mais duas no sábado. As duas primeiras sessões tiveram uma hora de duração, e as duas últimas tiveram 45 minutos de duração. O clima nas sessões de sexta-feira foi de pista seca na primeira sessão, com chuva caindo no resto do dia. Frentzen foi o mais rápido na primeira sessão com o tempo de 1:27.683, quase meio segundo mais rápido que Eddie Irvine da Jaguar. As McLaren ficaram em terceiro e quarto, com Coulthard a frente de Häkkinen. Jarno Trulli ficou em quinto, a frente de Villeneuve. Barrichello, Alexander Wurz, Fisichella e Marc Gené completaram o Top 10 da sessão. Uma falha elétrica no carro de Ralf Schumacher o impediu de marcar tempo na sessão. Na segunda sessão, Frentzen se manteve o mais rápido com o seu tempo da primeira sessão, visto que a pista estava muito molhada para que ele e os outros pilotos pudessem melhorar seus tempos do primeiro treino. A sessão foi interrompida quando Coulthard parou sua McLaren no acostamento da Reta do Hangar com um problema hidráulico–o que requiriu uma suspensão da sessão visto que o veículo de recuperação ficou preso na lama e um trator teve de retira-lo–e Villeneuve quase acertou um fiscal que assistia o escoçês.
O clima permaneceu molhado para as sessões do sábado. Coulthard foi o mais rápido na Terceira Sessão, com o tempo de 1:33.614, seguido de seu companheiro Häkkinen em segundo. As Ferraris ficaram em terceiro e quinto, com Schumacher a frente de Barrichello, separadas pela Williams de Ralf Schumacher. As Jordans ficaram em sexto e sétimo, com Frentzen mais rápido que Trulli. Mika Salo, Pedro Paulo Diniz e Jos Verstappen completaram o Top 10 da sessão. Na última sessão, Häkkinen foi novamente o mais rápido com o tempo de 1:33.132, com seu companheiro Coulthard atrás em terceiro. Michael Schumacher separou a dupla da McLaren, com seu companheiro Barrichello terminando em quarto, e Ralf Schumacher ficando em quinto pela Williams. Fisichella vem atrás em sexto, tendo perdido boa parte da sessão devido a um vazamento de óleo que requereu uma troca de motor. Frentzen, Verstappen, Trulli e Salo completaram o Top 10 da última sessão de treinos antes da qualificação. Diniz rodou para fora da pista e danificou sua asa dianteira em uma batida. Jenson Button da Williams rodou em direção à brita na Curva 14 e foi subsequentemente acertado pela Jaguar de Irvine. A Williams sofreu danos nas suspensões dianteira e traseira, enquanto o monocoque da Jaguar sofreu um furo. Ambos os pilotos passaram ilesos.

### Qualificação
A sessão qualificatória do sábado teve uma hora de duração, na qual os pilotos foram limitados a darem apenas 12 voltas cronometradas, com a ordem do grid  do grid sendo decidida com base no melhor tempo de cada piloto. Durante a sessão, a Regra dos 107% estará em vigor, requisitando a um piloto que seu melhor tempo esteja dentro da Nota de Corte de 107% em relação ao tempo da Pole Position para que ele possa qualificar para o grid de largada. A sessão foi organizada sob condição de céu nublado em uma pista que estava secando. A temperatura do ar era de 14 °C (57 °F) e a temperatura da pista era de 10 °C (50 °F). Rubens Barrichello conseguiu cravar sua primeira Pole Position pela Ferrari, a terceira de sua carreira e a sua primeira em Silverstone com o tempo de 1:25.703, tendo batido Heinz-Harald Frentzen por apenas 0.003 décimos de segundos, o qual larga ao seu lado na primeria fila. Häkkinen se qualificou em terceiro tendo sido forçado a pegar leve com o acelerador depois de cometer um erro durante sua última volta rápida. Coulthard larga em quarto ao lado do finlandês na Segunda Fila. Michael Schumacher, que fez modificações em seu carro que somente o fizeram cometer mais erros, se qualificou em quinto e perdeu sua última volta por 0.1 segundows. Button e Ralf Schumacher cravaram a sexta e a quinta colocação, com ambos os pilotos tendo opniões diferentes sobre suas performances. Verstappen inicialmente ficou o tempo de Pole Position nos últimos minutos da sessão, mas rodou para fora da pista e ficou relegado apenas ao oitavo lugar, com Irvine em nono e Villeneuve atrás completando o Top 10. Trulli se qualificou em décimo primeiro, sendo impedido de melhorar seu tempo visto que ele foi segurado por uma das Williams. ele ficou a frente de Fisichella em décimo segundo na mais rápida das duas Benettons. Diniz se qualificou em 13º, oito décimos a frente do companheiro Salo em 18º. Eles foram separados por Johnny Herbert em décimo quarto, que se deparou com bandeiras amarelas durante a sessão, seguido das Prosts de Jean Alesi e Nick Heidfeld em 15º e 17º, que ficaram separadas pela BAR de Zonta. Pedro de la Rosa ficou atrás deles em décimo nono na Arrows mais lenta, tendo cometido um erro em sua última volta rápida. Wurz correu com o carro reserva da Benetton depois de seu carro titular sofreu um problema não identificado e qualificou apenas em 20º. As Minardis de Marc Gené e Gastón Mazzacane completam a última fila do grid de largada.
A grande quantidade de chuva durante as semanas anteriores à corrida causou sérios danos e alagamentos aos estacionamentos do circuito de Silverstone, que viu uma grande redução no número de espectadores durante a qualificação, de 60.000 em 1999, para apenas 15.000 em 2000. todos os estacionamentos do circuito ficaram fechados para o trânsito, exceto para treinadores, o que fez vários espectadores terem de ir andando até o circuito para assistir a corrida. Os donos do circuito colocaram 300 toneladas de material de construção resistente nos estacionamentos e nas rotas de entrada do circuito para a corrida do domingo.
Primeira pole de Rubens Barrichello na Ferrari e a terceira na carreira do piloto.

### Warm-Up
A condição era de clima seco antes da corrida, sendo esperado clima consistente durante ela. Às 09:30 BST(UTC+1) os pilotos iriam à pista para participar de uma sessão de warm-up de 30 minutos de duração, mas a sessão foi adiada em 100 minutos devido a uma névoa persistente que impediu a chegada do helicóptero médico ao circuito. A volta de desfile dos pilotos foi cancelada devido aos atrasos. Os pilotos da McLaren andaram mais rápido do que em seu ritmo da qualificação, com Coulthard liderando a sessão com o tempo de 1:26.800 e Häkkinen terminando em quarto na outra McLaren. Eles foram separados por de la Rosa em segundo e Ralf Schumacher em terceiro. As Ferraris vieram logo atrás em quinto e sexto, com Schumacher sendo mais rápido que Rubinho. Button em sétimo, Mazzacane em oitavo, Gené em nono e Verstappen da Arrows em décimo completaram o Top da seessão. O carro de Häkkinen foi afetado por uma falha de sensor que o fez ter de usar o monocoque reserva da equipe enquanto o problema era consertado. Ralf Schumacher enquanto isso falou sobre suas expectativas, prevendo que uma corrida molhada iria lhe dria uma melhor posição de chegada.

### Corrida
A largada aconteceu às 13:00 horas do horário local. A estratégia tida como ideal seria de apenas uma parada nos boxes, com todos os pilotos, incluindo o Pole Position Rubens Barrichello, largaram com uma carga mais pesada de combustível. A exceção seria Heinz-Harald Frentzen, que apostará em uma estratégia de duas paradas, largando com menos gasolina no tanque. Rubinho largou bem e conseguiu manter a liderança chegando na primeira curva, com Frentzen atrás em segundo. Villeneuve fez a melhor largada do pelotão, subindo de décimo para sexto ao fim da primeira volta, enquanto Michael Schumacher caiu para oitavo na mesma distância. Ao fim da primeira volta, a ordem era Barrichello, Frentzen, Coulthard, Häkkinen, Button, Villeneuve, Ralf Schumacher, Michael Schumacher, Verstappen e Trulli. Barrichello começou a tentar manter a vantagem de um segundo para Frentzen, visto que sua carga mais pesada de combustível o impedia de abrir vantagem. Ralf Schumacher para Villeneuve na Stowe pelo 6º lugar na Volta 2. Mais atrás, Alesi perde o 13º lugar ao ser passado por Salo, enquanto seu companheiro Diniz perdeu seis posições ao se envolver em um incidente.
Os líderes começaram a gradualmente abrir vantagem para Trulli pela terceiro volta. Duas voltas depois, Wurz conquista mais uma posição ao passar Zonta pelo décimo quinto lugar. Häkkinen foi largo na Volta 8 e começou a ficar sob pressão de Button. Pela Volta 14, Barrichello tinha uma vantagem de apenas seis décimos para Frentzen, o qual estava nove décimos a frente de Coulthard. Häkkinen vinha atrás nove décimos atrás do companheiro de companheiro de equipe e continuava a batalhar com Button pelo quarto lugar, o qual estava 1.1 segundos a frente da outra Williams de Ralf Schumacher. Wurz, que estava pondo pressão sobre Alesi pelo 14º posto, se tornou o primeiro piloto a realizar um Pit stop para assegurar que ele teria pista limpa. Salo e Fisichella realizaram suas paradas nas três voltas seguinte. Verstappen para no acostamento da pista com um problema elétrico e abandonou na Volta 20.
Frentzen e Ralf Schumacher foram os próximos a parar na Volta 24, voltando a pista em sétimo e oitavo respectivamente. Button fez o Pit Stop na volta seguinte e voltou atrás do companheiro Ralf. de la Rosa dirigiu até o acostamento da pista com um problema hidráulico e abandona na Volta 28. Já na metade da corrida, Barrichello começou a sofrer um problema hidráulico que cortava seu motor no meio das restas.. Se aproveitando disso e de vácuo, Coulthard passou o brasileiro na Stowe e assumiu a liderança na Volta 30. O escoçês imediatamente começou a abrir vantagem para Barrichello, antes de realizar sua parada. Häkkinen fez seu único Pit Stop na Volta 31, aproveitando para trocar um pneu achatado, e voltou à pista em oitavo. Coulthard e Villeneuve param juntos na Volta 33, o que eleva Barrichello de volta para a liderança. De repente, seu motor voltou a cortar na aproximação da Luffield, mas voltou a funcionar bruscamente, o que faz Rubinho perder o controle do volante e rodar. Ele levou sua Ferrari até a garagem na Volta 35, onde acabou abandonando a prova.
Schumacher então assume a liderança, e faz a volta mais rápida na Volta 36, com o tempo de 1:26.797, enquanto abria vantagem antes de seu Pit Stop. Zonta abandona ao rodar na volta seguinte. Michael Schumacher faz seu Pit Stop na Volta 37, Permitido Frentzen assumir a liderança. O piloto da Jordan para na Volta 42, devolvendo a liderança para Coulthard. Os pilotos da Williams para nas próximas duas voltas, promovendo Häkkinen e Schumacher ao segundo e ao terceiro lugar respectivamente. Schumacher não consegue alcançar o finlandês, sendo segurado pelos retardatários. Herbert é o último piloto a realizar um Pit Stop programado na Volta 48. Ao fim da Volta 49, com as paradas programadas já concluídas, a ordem era Coulthard, Häkkinen, Michael Schumacher, Frentzen, Ralf Schumacher, Button, Villeneuve, Trulli, Fisichella e Salo.
Häkkinen começa a reduzir a diferença para Coulthard na Volta 51, quando o último estava tendo problemas no câmbio. Na mesma volta, Frentzen sofreu uma falha no câmbio, que o impediu de trocar de marcha e o fez perder posições para Ralf Schumacher e Button. Ele dirigiu até a garagem três voltas depois para abandonar. Na Volta 56, Häkkinen fez a nova Volta Mais Rápida da corrida, com o tempo de 1:26.217, enquanto continuava a se aproximar de Coulthard. Villeneuve se torna o último abandono da corrida com problemas no câmbio na mesma volta. Coulthard segurou Häkkinen nas últimas voltas da corrida e cruzou a linha de chegada na volta 60 para conquistar sua primeira vitória na temporada e a sua segunda vitória consecutiva no GP da Grã-Bretanha ao tempo de 1'28:50.108, e a uma velocidade média de 208.336 km/h (129.454 mp/h). Häkkinen terminou em segundo 1.4 segundos atrás, a frente de Michael Schumacher em terceiro, completando o pódio, Ralf Schumacher em quarto, Button em quinto e Trulli em sexto, completando a zona de pontuação. Fisichella, Salo, Wurz, Alesi e Diniz completam as próximas cinco posições, seguidos de Herbert, Irvine, Gené e Mazzacane nas próximas quatro posições. Villeneuve e Frentzen foram classificados em décimo sexto e décimo sétimo, apesar de não terem cruzado a linha de chegada devido a seus abandonos, por terem completado mais de 90% das voltas da corrida.

### Pós-Corrida
Os três primeiros pilotos apereceram no pódio para coletarem seus troféus e participarem da coletiva da imprensa subsequente. Coulthard disse que ultrapassar Barrichello deu a ele vantagem durante o primeiro Pit Stop. Coulthard adicionalmente revelou que se inspirou na ultrpassagem do Campeão Mundial de 1992 Nigel Mansell sobre Nelson Piquet no Grande Prêmio da Grã-Bretanha de 1987 para realizar uma manobra de ultrapassagem semelhante. Ele também acreditou que sua vitória o deixou confiante em relação a ter uma posição de desafiante ao Campeonato de Pilotos, dizendo que "meus melhores anos ainda estão em minha frente".

## Classificação

### Treino classificatório
| 1                        | 4  | Rubens Barrichello    | Ferrari            | 1:25.703 | –      |
| 2                        | 5  | Heinz-Harald Frentzen | Jordan-Mugen/Honda | 1:25.706 | +0.003 |
| 3                        | 1  | Mika Häkkinen         | McLaren-Mercedes   | 1:25.741 | +0.038 |
| 4                        | 2  | David Coulthard       | McLaren-Mercedes   | 1:26.088 | +0.385 |
| 5                        | 3  | Michael Schumacher    | Ferrari            | 1:26.161 | +0.458 |
| 6                        | 10 | Jenson Button         | Williams-BMW       | 1:26.733 | +1.030 |
| 7                        | 9  | Ralf Schumacher       | Williams-BMW       | 1:26.786 | +1.083 |
| 8                        | 19 | Jos Verstappen        | Arrows-Supertec    | 1:26.793 | +1.090 |
| 9                        | 7  | Eddie Irvine          | Jaguar-Cosworth    | 1:26.818 | +1.115 |
| 10                       | 22 | Jacques Villeneuve    | BAR-Honda          | 1:27.025 | +1.322 |
| 11                       | 6  | Jarno Trulli          | Jordan-Mugen/Honda | 1:27.164 | +1.461 |
| 12                       | 11 | Giancarlo Fisichella  | Benetton-Playlife  | 1:27.253 | +1.550 |
| 13                       | 16 | Pedro Paulo Diniz     | Sauber-Petronas    | 1:27.301 | +1.598 |
| 14                       | 8  | Johnny Herbert        | Jaguar-Cosworth    | 1:27.461 | +1.758 |
| 15                       | 14 | Jean Alesi            | Prost-Peugeot      | 1:27.559 | +1.856 |
| 16                       | 23 | Ricardo Zonta         | BAR-Honda          | 1:27.772 | +2.069 |
| 17                       | 15 | Nick Heidfeld         | Prost-Peugeot      | 1:27.806 | +2.103 |
| 18                       | 17 | Mika Salo             | Sauber-Petronas    | 1:28.110 | +2.407 |
| 19                       | 18 | Pedro de la Rosa      | Arrows-Supertec    | 1:28.135 | +2.432 |
| 20                       | 12 | Alexander Wurz        | Benetton-Playlife  | 1:28.205 | +2.502 |
| 21                       | 20 | Marc Gené             | Minardi-Fondmetal  | 1:28.253 | +2.550 |
| 22                       | 21 | Gastón Mazzacane      | Minardi-Fondmetal  | 1:29.174 | +3.471 |
| Limite dos 107%:1:31.702 |    |                       |                    |          |        |

### Corrida
| Pos.   | Nº | Piloto                | Construtor         | Voltas | Tempo/Diferença | Grid | Pontos |
| ------ | -- | --------------------- | ------------------ | ------ | --------------- | ---- | ------ |
| 1      | 2  | David Coulthard       | McLaren-Mercedes   | 60     | 1:28:50.108     | 4    | 10     |
| 2      | 1  | Mika Häkkinen         | McLaren-Mercedes   | 60     | + 1.477         | 3    | 6      |
| 3      | 3  | Michael Schumacher    | Ferrari            | 60     | + 19.917        | 5    | 4      |
| 4      | 9  | Ralf Schumacher       | Williams-BMW       | 60     | + 41.312        | 7    | 3      |
| 5      | 10 | Jenson Button         | Williams-BMW       | 60     | + 57.759        | 6    | 2      |
| 6      | 6  | Jarno Trulli          | Jordan-Mugen/Honda | 60     | + 1:19.273      | 11   | 1      |
| 7      | 11 | Giancarlo Fisichella  | Benetton-Playlife  | 59     | + 1 volta       | 12   |        |
| 8      | 17 | Mika Salo             | Sauber-Petronas    | 59     | + 1 volta       | 18   |        |
| 9      | 12 | Alexander Wurz        | Benetton-Playlife  | 59     | + 1 volta       | 20   |        |
| 10     | 14 | Jean Alesi            | Prost-Peugeot      | 59     | + 1 volta       | 15   |        |
| 11     | 16 | Pedro Paulo Diniz     | Sauber-Petronas    | 59     | + 1 volta       | 13   |        |
| 12     | 8  | Johnny Herbert        | Jaguar-Cosworth    | 59     | + 1 volta       | 14   |        |
| 13     | 7  | Eddie Irvine          | Jaguar-Cosworth    | 59     | + 1 volta       | 9    |        |
| 14     | 20 | Marc Gené             | Minardi-Fondmetal  | 59     | + 1 volta       | 21   |        |
| 15     | 21 | Gaston Mazzacane      | Minardi-Fondmetal  | 59     | + 1 volta       | 22   |        |
| 16     | 22 | Jacques Villeneuve    | BAR-Honda          | 56     | Câmbio          | 10   |        |
| 17     | 5  | Heinz-Harald Frentzen | Jordan-Mugen/Honda | 54     | Câmbio          | 2    |        |
| Ret    | 15 | Nick Heidfeld         | Prost-Peugeot      | 51     | Motor           | 17   |        |
| Ret    | 23 | Ricardo Zonta         | BAR-Honda          | 36     | Rodou           | 16   |        |
| Ret    | 4  | Rubens Barrichello    | Ferrari            | 35     | Pane hidráulica | 1    |        |
| Ret    | 18 | Pedro de La Rosa      | Arrows-Supertec    | 26     | Pane elétrica   | 19   |        |
| Ret    | 19 | Jos Verstappen        | Arrows-Supertec    | 20     | Pane elétrica   | 8    |        |
| Fonte: |    |                       |                    |        |                 |      |        |

## Tabela do campeonato após a corrida
| Pos. | Piloto             | Pontos |
| ---- | ------------------ | ------ |
| 1    | Michael Schumacher | 34     |
| 2    | David Coulthard    | 14     |
| 3    | Mika Häkkinen      | 12     |
| 4    | Rubens Barrichello | 9      |
| 5    | Ralf Schumacher    | 9      |

| Pos. | Construtor         | Pontos |
| ---- | ------------------ | ------ |
| 1    | Ferrari            | 43     |
| 2    | McLaren-Mercedes   | 26     |
| 3    | Williams-BMW       | 12     |
| 4    | Benetton-Playlife  | 8      |
| 5    | Jordan-Mugen/Honda | 8      |